# Merionoeda aurorensis
Merionoeda aurorensis är en skalbaggsart som beskrevs av Antonio Vives 2009. Merionoeda aurorensis ingår i släktet Merionoeda och familjen långhorningar.
Artens utbredningsområde är Filippinerna. Inga underarter finns listade i Catalogue of Life.